# Martin Punitzer
Martin Albrecht Punitzer (* 7. Juli 1889 in Berlin; † 7. Oktober 1949 in Santiago de Chile) war ein deutscher Architekt der Neuen Sachlichkeit.

## Leben
Punitzer studierte Architektur an der Technischen Hochschule Berlin. Im Ersten Weltkrieg diente er als Soldat, anschließend arbeitete er als selbstständiger Architekt in Berlin. 1935 erhielt Punitzer aufgrund seiner jüdischen Herkunft Berufsverbot und war im KZ Sachsenhausen interniert. 1938 emigrierte er nach Chile, konnte dort aber nicht an seine Erfolge als Architekt anknüpfen. 

## Bauten

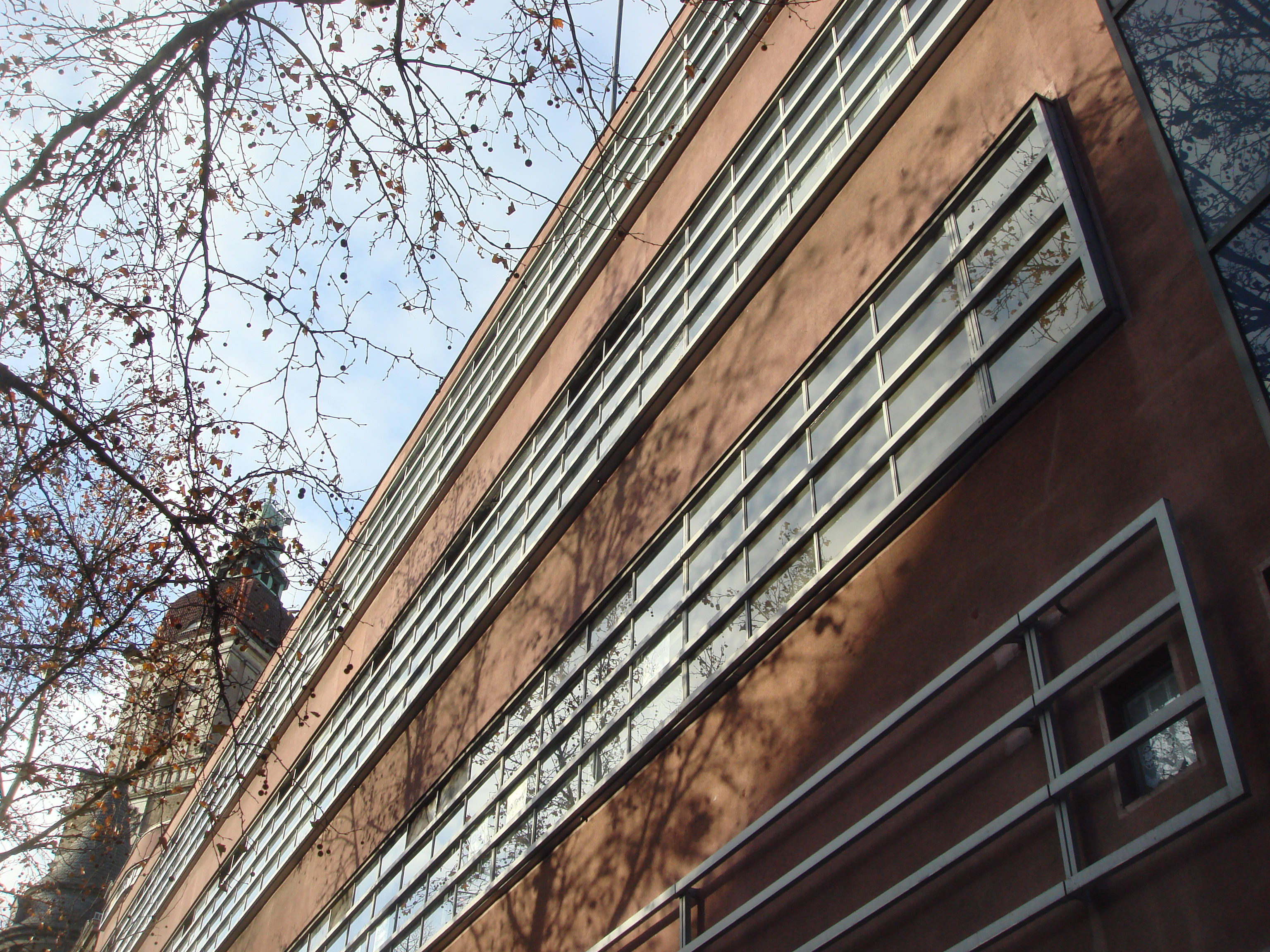
Frontseite des Roxy-Palasts in Berlin-Friedenau

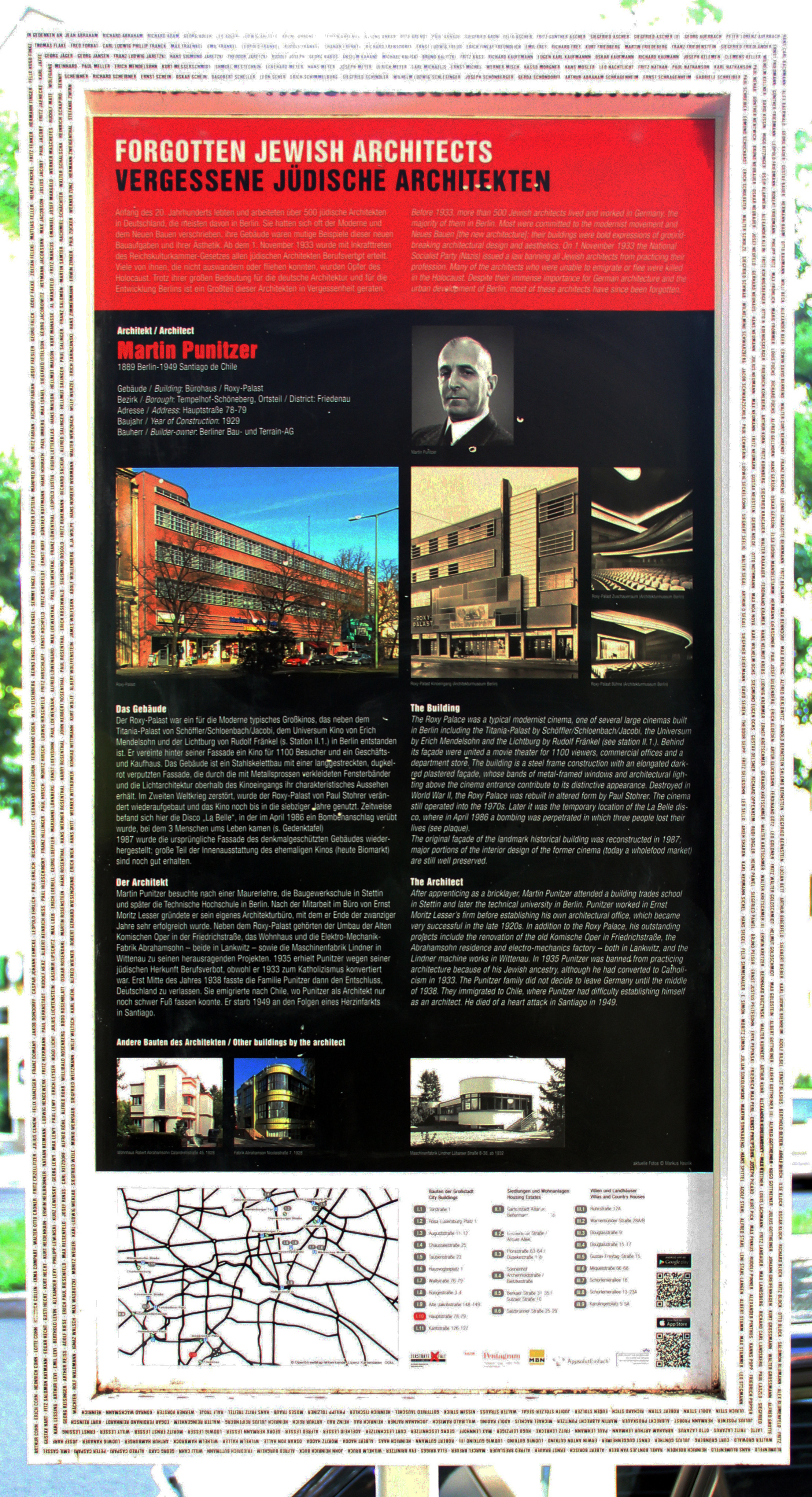
Gedenktafel, Hauptstraße 78 in Berlin-Friedenau

- 1923–1924: Villa Schönbach, Württembergallee 31 in Berlin-Westend (unter Denkmalschutz)[1]
- 1924: Umgestaltung seines Elternhauses, des Eckhauses Turmstraße 76 / Ottostraße 21 in Berlin-Moabit (unter Denkmalschutz)[2]
- 1928–1929: Fabrikgebäude der Robert Abrahamsohn GmbH (später: Elektro-Mechanik), Nicolaistraße 7 in Berlin-Lankwitz (unter Denkmalschutz)[3][4]
- 1928–1929: Wohnhaus für den Unternehmer Robert Abrahamsohn, Calandrellistraße 45 in Berlin-Lankwitz (unter Denkmalschutz)[5][6]
- 1928–1929: Roxy-Palast, Hauptstraße 78/79 in Berlin-Friedenau
- 1932: Fabrikanlage der Werkzeugmaschinenfabrik Herbert Lindner, Lübarser Straße in Berlin-Wittenau (unter Denkmalschutz)[7][8]
- 1932: Umbau des Fabrikgebäudes Gerichtstraße 27 in Berlin-Wedding für die Hellas Zigarettenfabrik GmbH (Evangelos Papastratos) (unter Denkmalschutz)
- 1935–1936: Fabrikgebäude der Maschinenfabrik M. E. Queitzsch KG, Oranienburger Straße 170 und 172 in Berlin-Wittenau (unter Denkmalschutz)[9][10]